# Beat Friedrich von Tscharner

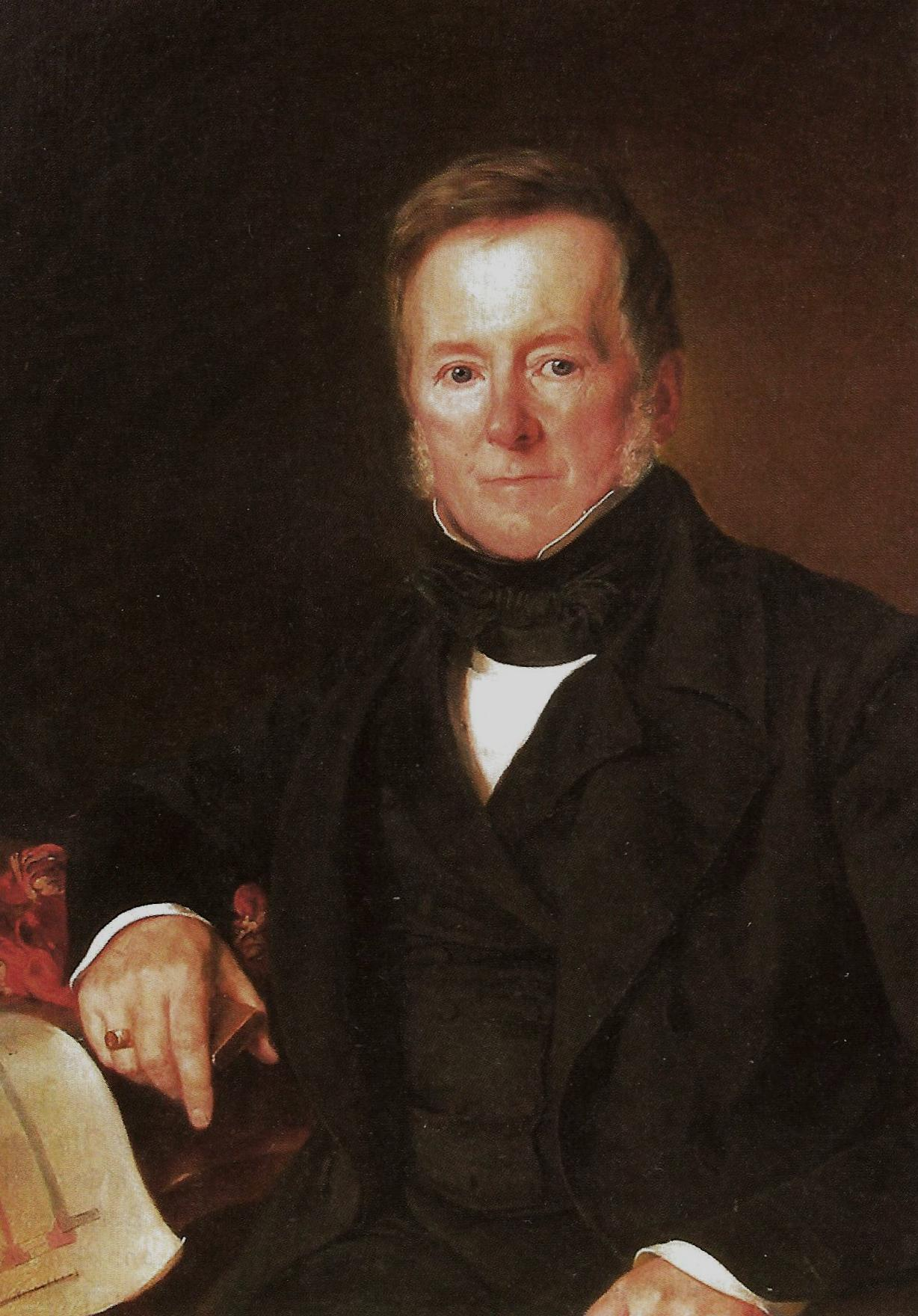
Beat Friedrich von Tscharner, Porträt von Johann Friedrich Dietler (1853)

Beat Friedrich von Tscharner (* 1. Juli 1791 in Bern; † 15. Januar 1854 ebenda) war ein Schweizer Physiker und Politiker.

## Leben
Beat Friedrich von Tscharner kam als Sohn des Beat Emanuel Tscharner (1743–1805) und der Elisabeth Johanna Lerber zur Welt. Seine früheste Kindheit verbrachte er auf Schloss Signau, wo sein Vater als Landvogt amtete. Die Familie bezog 1799 die Campagne Hunziken in Rubigen. Tscharner leistete seinen Militärdienst bei der Infanterie, die er als Hauptmann 1815 verliess. 1813 hatte er Katharina Elisabeth Stettler geheiratet. 1819 tötete Tscharner nachts aus Versehen den Landjäger Andreas Schneeberger. Tscharner wurde in der Folge zu 15 Jahren Gefängnis verurteilt. Die Strafe wurde zweitinstanzlich auf zehn Jahre Landesverweis reduziert. Er verließ daraufhin Bern und begab sich zuerst nach Karlsruhe, wo er sich mit Vorträgen zur experimentellen Physik finanzierte. 1824 erhielt er in Giessen die Doktorwürde. Wenige Monate später ernannte ihn Grossherzog Ludwig von Baden zum Professor. Im Wintersemester hielt er Vorträge in Hamburg. Dort lernte er Amalie Sieveking kennen. Von 1824 bis 1835 lehrte er in Nürnberg, wo er Kaspar Hauser kennenlernte.
1830 kehrte er nach Bern zurück, wo er nach dem Sturz der patrizischen Regierung 1831 im Grossen Rat als Vertreter des Amtsbezirks Erlach Einsitz nahm. 1836 bis 1841 war er Professor in Bern. Er beschäftigte sich im Alter zunehmend mit Gefängnisseelsorge.
Tscharner verfasste ein Handbuch der Experimentalphysik.

## Archive
- Bestände in der Burgerbibliothek Bern.

## Schriften
- Gedrängte Uebersicht der Vorlesungen über Experimental-Physik. Blos für seine Zuhörer bestimmt, Selbstverlag 1825. (Druck: Bremen, Joh. G. Heyse).
- Handbuch der Experimental-Physik zur Selbstbelehrung und zum Gebrauche bei Vorlesungen, Frankfurt a. M. 1830.
- Die Wunder der Gnade. Lebensbeschreibung einer Verbrecherin, von ihr selbst geschrieben im Gefängniss, nebst einem Vorwort von Prälat v. Kapff, Stuttgart 1852.